# 롤란도 투케르
롤란도 사무엘 투케르 레온(스페인어: Rolando Samuel Tucker León, 1971년 12월 31일~)은 쿠바의 펜싱 선수, 지도자로 주 종목은 플뢰레이다. 1996년 하계 올림픽에서 단체전 동메달을 획득했다. 또한 세계 선수권 대회에서 금메달 3개, 은메달 1개를 획득했으며 팬아메리칸 게임에서 금메달을 4개, 은메달 1개를 획득했다. 